# 龔貴嬪
龔貴嬪（?—?），中国南北朝南陈后主陈叔宝的妃嫔，封为貴嬪。
张丽华开始是龚良娣的侍女。陈后主在光照殿前建‘临春’、‘结绮’、‘望仙’三阁。陈后主自居临春阁，贵妃张丽华住在结绮阁，孔贵嫔与龚贵嫔同住望仙阁。龚良娣生陈叔宝第五子陈虔，后来又生陈叔宝第十一子陈恬。陈虔被封为南海王，陈恬被封为钱塘王。